# The Video Collection (Savage Garden)
The Video Collection é uma coletânea de vídeos da banda australiana Savage Garden, lançada no mercado internacional em 1998.
A coletânea contém os principais videoclipes do álbum de estreia da banda, intitulado Savage Garden, lançados internacionalmente entre 1997 e 1999. Na Austrália, ela foi lançada apenas em VHS, com o título de International Video Collection: The Story So Far, contendo vídeos bônus.
Interessantemente, os quatro primeiros videoclipes nesta coletânea possuem versões antigas alternativas, exibidas exclusivamente na televisão australiana, mas não disponibilizadas comercialmente na época.

## Faixas
1. "I Want You"
2. "To the Moon and Back"
3. "Truly Madly Deeply"
4. "Break Me Shake Me"
5. "Tears of Pearls"
6. "To the Moon and Back" (Dance Remix) (faixa bônus na Austrália)

A versão australiana em VHS inclui ainda uma entrevista exclusiva com a banda.